# Teeschlösschen

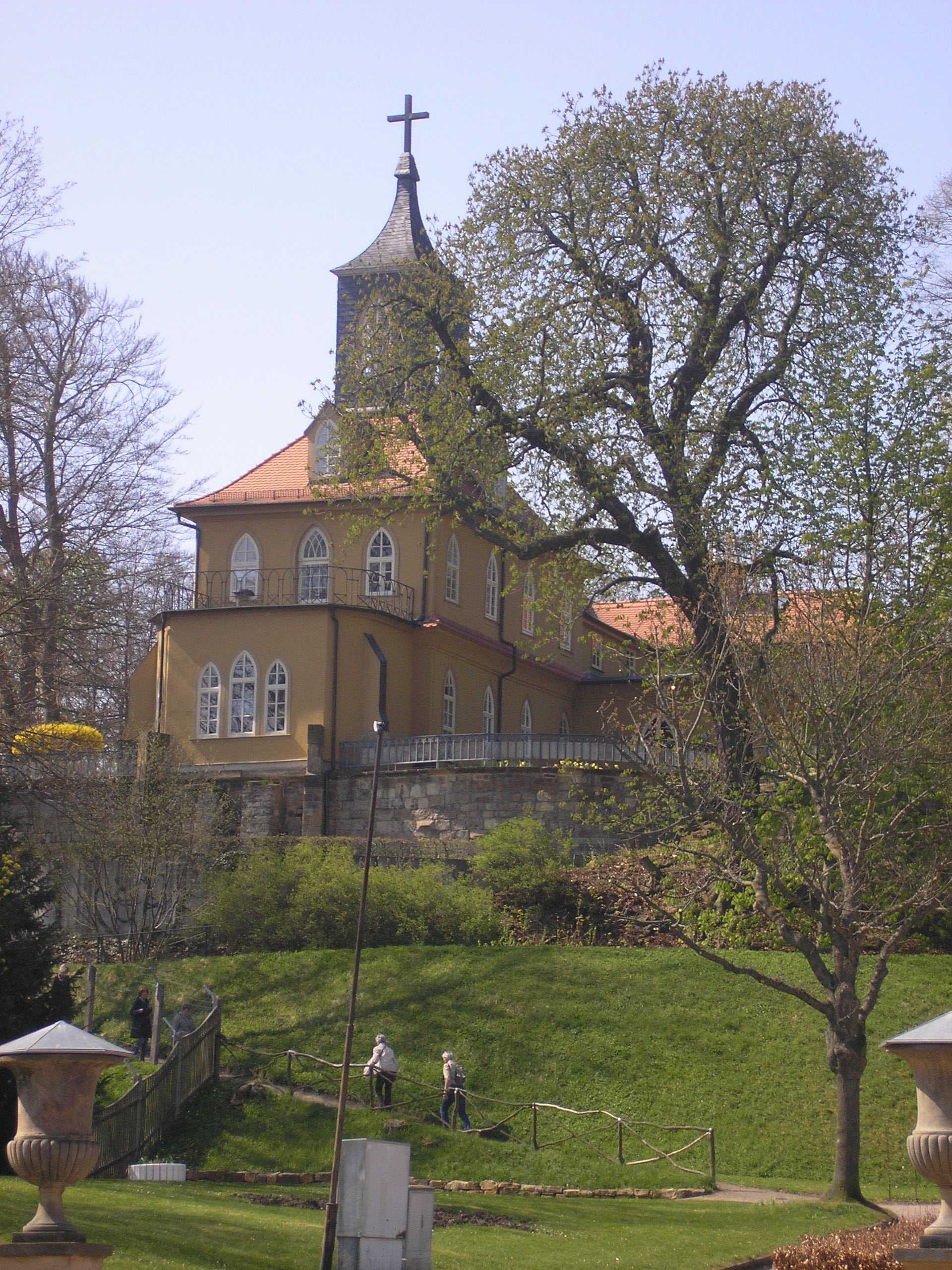
Ansicht von der Orangerie aus

Das Teeschlösschen in Gotha (Thüringen) ist ein neogotisches Lustschlösschen in Form einer Kapelle im Schlosspark östlich des Schlosses Friedenstein aus dem letzten Drittel des 18. Jahrhunderts.

## Geschichte
Zwischen Oktober 1780 und März 1781 ließ Herzog Ernst II.von Sachsen-Gotha-Altenburg (1745–1804) östlich unterhalb der Festungsanlagen des Schlosses Friedenstein im „Garten der Herzogin“ ein Gartenhaus für seine Frau Charlotte Amalie (1751–1827) errichten. Baumeister Carl Christoph Besser (1726–1800) nahm sich vermutlich das 1778 nach einer Idee Goethes errichtete Kloster der Herzogin Luise im Weimarer Park zum Vorbild, als er direkt oberhalb der Orangerie einen Bau im Stil der Neogotik schuf, der zunächst als Kloster, Kapelle oder Eremitage bezeichnet wurde.
In Hirschfelds Gartenkalender auf das Jahr 1782 ist ein Kupferstich mit einer Ansicht der Kapelle der Herzogin enthalten, die als „Wohngebäude im altgotischen Stil“ beschrieben ist. Das Bild zeigt eine schlichte, einstöckige und einschiffige Kapelle mit Satteldach und kleinem Dachreiter, der von einem Kreuz geziert wird. 1783 ließ die herzogliche Kammer das Gebäude, das schnell zum Lieblingsaufenthalt der Herzogin avanciert war, offiziell zur Sommerwohnung Charlotte Amalies ausbauen. Die Baumaßnahmen umfassten u. a. eine Erweiterung des Gebäudes um 6,50 Meter nach Westen sowie den Ausbau des Dachgeschosses. In den Jahren 1799/1800 erhielt der direkt am Leinakanal gelegene Bau seinen kreuzförmigen Grundriss durch einen zweigeschossigen Anbau nach Osten sowie die Hallen nach Norden und Süden. 1812 erfolgte schließlich mit dem chorähnlichen Anbau nach Osten die letzte Erweiterung des Gebäudes, das damit seine heutige Gestalt bekam.
Im Jahre 1821 schenkte Herzog August von Sachsen-Gotha-Altenburg seiner Gemahlin Karoline Amalie das Lustschlösschen (zusammen mit dem Winterpalais und dem Schloss Friedrichsthal), das die Herzogin bis zu ihrem Tod 1848 gelegentlich nutzte. Unter ihrem Schwiegersohn Ernst I. von Sachsen-Coburg und Gotha diente das Gebäude ab 1839 als Kapelle für die englische Verwandtschaft des Herzogshauses, wenn sich diese am Gothaer Hof aufhielt. Während dieser Zeit wurde es daher vielfach auch offiziell als Englische Kapelle erwähnt.
Anlässlich des Gotha-Besuchs von Königin Victoria und ihrem Prinzgemahl Albert, des jüngeren Bruders Herzog Ernsts II. von Sachsen-Coburg und Gotha, vom 28. August bis 3. September 1845 wurden zur Erinnerung für das Königspaar einige fotografische Aufnahmen der Stadt angefertigt, darunter auch eine mit der Englischen Kapelle. Laut Forschungen von Martin Eberle, Direktor der Stiftung Schloss Friedenstein, schrieb Königin Victoria unter diese Aufnahme den Hinweis „The Schlösschen“, woraus der zunächst umgangssprachliche und heute offizielle Name Teeschlösschen wurde.
Mit dem Ausbruch des Ersten Weltkriegs rissen 1914 die freundschaftlichen Beziehungen des gothaischen Hofes zum englischen Königshaus (da der regierende Herzog Carl Eduard von Sachsen-Coburg und Gotha, ein gebürtiger Engländer, auf Seiten Deutschlands kämpfte) und gab es keine Besuche der englischen Verwandtschaft in Gotha mehr, sodass das Teeschlösschen fortan nicht mehr als Kapelle genutzt wurde. 1917 gestattete der Herzog dem Gothaer Frauenhilfeverein die Eröffnung eines Kindertagesheims in dem Gebäude.
Als 1919 der gesamte Besitz des Herzogshauses im ehemaligen Herzogtum Gotha durch das Einziehungsgesetz des nunmehrigen Freistaates Sachsen-Gotha enteignet wurde, ging das Teeschlösschen in Landeseigentum über. 1920 begannen in dem nunmehr der Stadt Gotha gehörenden Gebäude die sogenannten Duncker-Kurse der „Arbeitshochschule“. Die Lehrgänge boten Qualifizierungsmöglichkeiten in Raumlehre, Buchführung, „materialistischer Geschichtsauffassung“, Naturwissenschaft, Religion, Kirche, Schule, mündlichem und schriftlichem Ausdruck sowie in Staatslehre.
Nachdem per Beschluss des Reichsgerichts vom 18. Juni 1925 die Enteignung des herzoglichen Vermögens für verfassungswidrig und ungültig erklärt wurde, ging auch das Teeschlösschen wieder in den Besitz des Hauses Sachsen-Coburg und Gotha über. Am 15. Januar 1933 schenkte der letzte Herzog, Carl Eduard, das Haus Suse Thienemann, die im Teeschlösschen eine fröbelsche Erziehungsanstalt für Kinderpflegerinnen einrichtete. Nach ihrer Enteignung im Jahre 1945 war bis 1964 ein städtisches Kinderwochenheim im Teeschlösschen untergebracht, im Anschluss daran ein städtischer Kindergarten. Aufgrund baulicher Schäden des Gebäudes musste dieser im Juni 1989 geschlossen werden.
Im September 1990 ging das an dem nach Moses Mendelssohn benannten Mendelssohnweg 1 im Schlosspark gelegene Teeschlösschen in die Trägerschaft der Evangelisch-Lutherischen Stadtkirchgemeinde Gotha über, die seither darin das Christliche Kinderhaus „Teeschlösschen“ betreibt. Das Gebäude selbst ist nach wie vor im städtischen Besitz.

## Sonstiges
Der ursprüngliche Bau Bessers von 1780/81 ist bis heute im Baukörper des Teeschlösschens erhalten. 2006 konnte bei restauratorischen Untersuchungen die originale Farbfassung von Bessers Kapelle hinter dem südlichen Hallenanbau dokumentiert werden.
Direkt neben dem Teeschlösschen wurde 1845 zur Erinnerung an den Gotha-Besuch Königin Victorias und ihres Gemahls Albert von Sachsen-Coburg und Gotha eine Buche gepflanzt. Der im Volksmund als Albertsbuche bekannte Baum fiel rund 100 Jahre später einem Sturm zum Opfer.
Direkt unterhalb (östlich) des Teeschlösschens fließt der im Jahre 1369 fertiggestellte Leinakanal entlang, der Gotha über Jahrhunderte mit Wasser versorgte. Wohl aus diesem Grund wurde 1933 in die Umfassungsmauer die alte Sandsteintafel von der 1895 abgerissenen Bergmühle eingelassen, welche an die Erbauung des Leinakanals erinnert. Die heute stark verwitterte, aber noch immer lesbare lateinische Inschrift der Tafel (links des Eingangs zum Teeschlösschen) lautet: ANNO DOMINI MCCCLXIX LANDGR(AVIUS) BALTHASAR INTRODUXIT AQUAM LINAM IN GOTAM. (Im Jahre des Herrn 1369 führte Landgraf Balthasar das Leinawasser nach Gotha.)
Wenige Schritte nordwestlich des Teeschlösschens steht das Petermann-Denkmal, das seit 1909 an den verdienstvollen Kartografen erinnert.